# Nina Simone

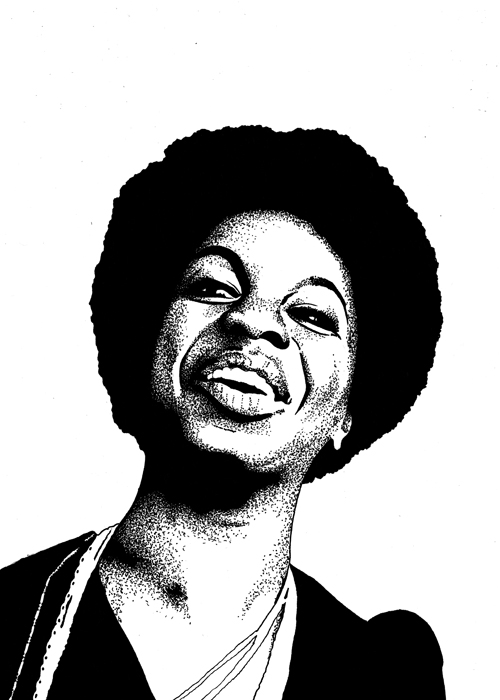

Nina Simone (eredeti nevén: Eunice Kathleen Waymon) (Tryon, Észak-Karolina, 1933. február 21. – Carry-le-Rouet, Franciaország, 2003. április 21.) amerikai énekesnő, zongorista, emberjogi aktivista.
Mint énekes, dalszerző, zongoraművész, egyaránt kiemelkedőt alkotott. Művelte a klasszikus zenét, énekelt és játszott dzsesszt, bluest, soult, folkot, R&B-, gospel- és popdalokat, és sanzont is.
Több mint 50 albuma jelent meg.

## Életpályája
Nina Simone nagyon szegény családba született. Hét testvérével együtt nőtt fel. Már kisgyermek korától kezdve zongorázott, és korán megtanulta a templomi orgonajátékot is. Tehetségének köszönhetően a New York-i Juilliard School of Music tanítványa lett. Az iskola ideje alatt mulatókban játszva keresett pénzt.
Művésznevét 1954-ben vette föl Simone Signoret francia színésznő tiszteletére, és a „niña” (kislány) spanyol szó után.
Első hangfelvétele 1959-ben készült egy alig ismert cégnél (Betlehem Records: I Love You Porgy a Porgy és Bessből), ami váratlan sikert hozott számára (első húsz közé került a slágerlistán).
Már fiatal korában megszólalt az emberi és polgári jogok védelmében. Sok dalával is politizált. (To Be Young, Gifted and Black, Old Jim Crow, a Backlash Blues, a Why?, Mississippi Goddam, Four Women...) Ennek következtében elhagyni kényszerült Amerikát, előbb Barbadosban, majd Libériában, később különböző európai országokban élt. 1978-ban tért haza, ekkor adótartozásai miatt letartóztatták. (Korábban a vietnámi háború elleni tiltakozásul látványosan nem fizetett adót).
Aztán újra Európában, Franciaországban telepedett le.
A hetvenes években örökzöldeket, sanzonokat, filmdalokat, népdalokat, gospelt is énekelt; közben kisegyüttesekkel művelte a dzsesszzenét.
1991-ben I Put a Spell On You címmel egy életrajzi könyv jelent meg róla.
Hetvenedik születésnapját két hónappal túlélve hunyt el. 2003 áprilisában több száz ismert muzsikus búcsúztatta a franciaországi Carry-le-Rouet-ban.

## Albumok
- Little Girl Blue (1957)
- Nina Simone and Her Friends (1957)
- Jazz as Played in an Exclusive Side Street Club (1958)
- My Baby Just Cares for Me (1959)
- The Amazing Nina Simone (Colpix, 1959)
- Nina Simone at Town Hall (Colpix, 1959)
- The Original Nina Simone (1959)
- Nina Simone at Newport (Colpix, 1960)
- Forbidden Fruit (Colpix, 1961)
- Nina at the Village Gate (Colpix, 1962)
- Nina Simone Sings Ellington! (Colpix, 1963)
- Nina Simone at Carnegie Hall (Colpix, 1963)
- Nina’s Choice(1963)
- Folksy Nina (Colpix, 1964)
- Nina Simone in Concert (Philips, 1964)
- Broadway. Blues. Ballads (Philips, 1964)
- I Put a Spell on You (Philips, 1965)
- Pastel Blues (Philips, 1965)
- Nina Simone with Strings (Colpix, 1966)
- Let It All Out (Philips, 1966)
- Wild is the Wind (Philips, 1966)
- High Priestess of Soul (Philips, 1967)
- Nina Simone Sings the Blues (RCA Victor, 1966)
- Silk & Soul (RCA Victor, 1967)
- Nuff Said! (RCA Victor, 1968)
- Nina Simone and Piano (RCA Victor, 1969)
- To Love Somebody (RCA Victor, 1969)
- Black Gold (RCA Victor, 1970)
- Here Comes the Sun (RCA Victor, 1971)
- Heart & Soul (1972)
- Emergency Ward! (RCA Victor, 1973)
- It Is Finished (RCA Victor, 1974)
- Baltimore (1978)
- Fodder on My Wings (Carriere, 1982)
- Nina’s Back (VPI, 1985)
- Let It Be Me (Verve, 1987)
- Live & Kickin' (VPI, 1987)
- A Single Woman (Electra, 1993)
- The Essential Nina Simone (compilation, RCA, 1993)
- The Rising Sun Collection (compilation, Just A Memory Records, 1994)
- Live at Ronnie Scott’s (Meteor, 1999)
- Sugar in my Bowl: The Very Best 1967—1972